# Пастичотто
Пастичотто ( pasticciotto, мн. ч. pasticciotti) — итальянская выпечка из песочного теста с преимущественно сладкой начинкой, напоминающая кексы или пирожки. В зависимости от региона их традиционно начиняют либо сыром рикотта, либо яичным заварным кремом. В некоторых итало-американских общинах их называют pusties.
Пастичотти имеют толщину примерно 1 дюйм (2,5 см) . Их обычно подают на завтрак, но их также можно есть в течение дня. Это традиционная выпечка в Апулии. Согласно ряду источников, пастиччотти следует есть тёплыми.

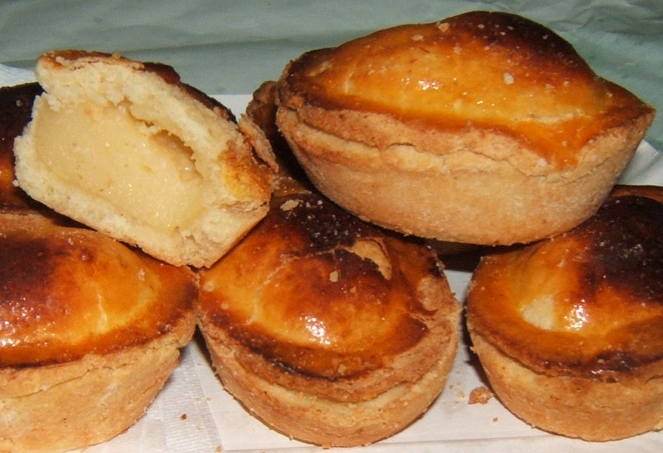
Пастичотти с заварным кремом

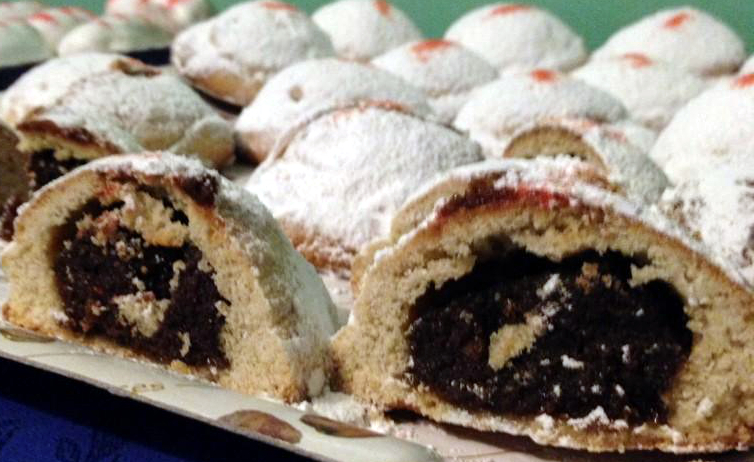
Пастичиотти ди карне

## Тесто
Песочное тесто, используемое для приготовления пастиччотти, изначально включало топленый жир, но в современных рецептах вместо него может использоваться масло, хотя это изменяет текстуру корочки. Перед выпечкой на каждое изделие часто наносят яичную смесь.

## Начинки
Начинки для пастиччотти включают традиционный заварной крем со вкусом лимона или рикотту, а также миндальный, шоколадный, фисташковый или ванильный заварной крем; фруктовые консервы; или шоколадно-ореховые пасты джандуйя или Nutella . Необычная вариация pasticciotti di carneс начинкой из телятины и миндаля, но с сахаром, является специалитетом в сицилийском городе Патти. Пастичотти ди карне похоже на марокканскую пастиллу, которая также сочетает в себе мясную начинку с сахарной посыпкой. В Италии пастиччотти с заварным кремом являются типичными Апулии, особенно в провинции Лечче, а город Лечче назвал пастиччиотто своей типичной выпечкой.
Начинка из рикотты чаще встречается на Сицилии. В Неаполе, на юго-западе Италии между Апулией и Сицилией, распространены начинки из заварного крема, но pasticciotto napoletano также включает в себя вишню. В Соединенных Штатах можно найти начинки из заварного крема и рикотты.

## История
Изобретение пастичотто приписывают Андреа Аскалоне, шеф-повару из города Галатина, недалеко от Лечче, который в 1745 году использовал ингредиенты, оставшиеся от полноразмерных пирогов, для создания выпечки меньшего размера. Название pasticciotto якобы происходит от самого Аскалоне, который назвал свое творение pasticcio или «несчастным случаем» . Однако недавние исследования показывают, что семья Аскалоне не жила в Галатине до 1787 года.

## Распространение
В южной Апулии пастичотти продают в пекарнях, барах, кафе и ресторанах. Они также обычно доступны в итало-американских пекарнях в Соединенных Штатах, наряду с другими итальянскими пирожными, такими как канноли и сфольятелле.